# Lucy Soulsby

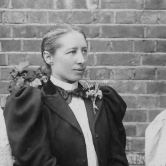
Lucy Soulsby, 1896

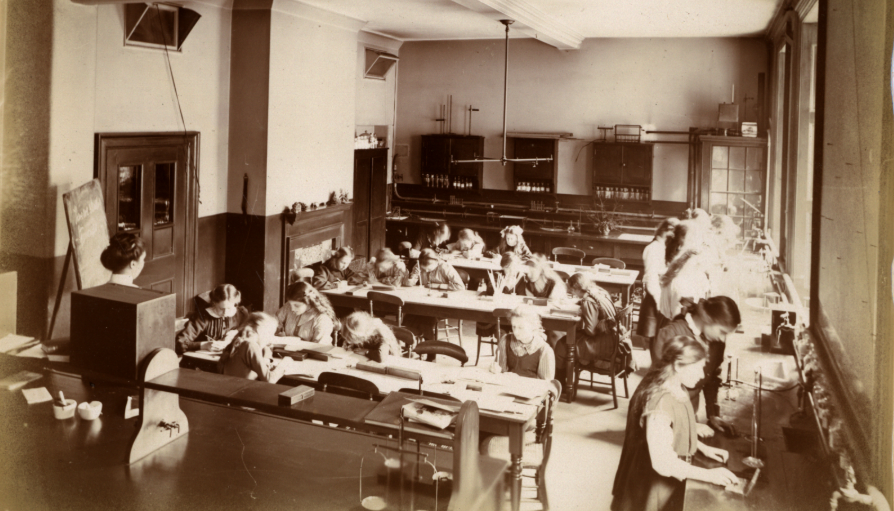
Neu eingeführter Chemie-Unterricht, Oxford High School, 1887

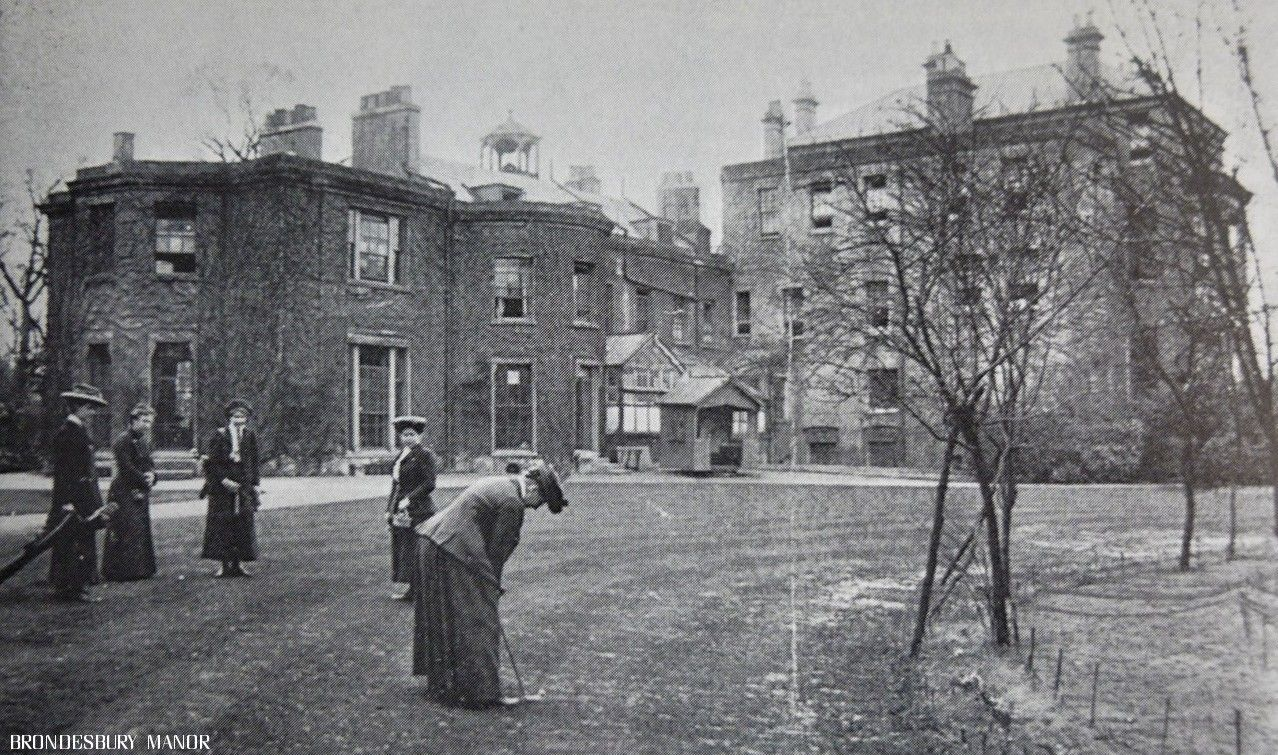
Manor House in Brondesbury, 1910

Lucy Helen Muriel Soulsby (* 18. Juli 1856 in London; † 19. Mai 1927 in Reading, Berkshire) war eine englisch-britische Schuldirektorin der Oxford High School for Girls. Sie war eine entschiedene Gegnerin des Frauenwahlrechts.

## Leben
Soulsby wurde als einzige Tochter von Susan Sybilla (geborene Thompson) und Christopher Percy Soulsby in London geboren. Ab 1860 verbrachte sie ihre Kindheit in Neuseeland, wo der Vater am Grundbuchamt arbeitete. Sie und ihre Mutter, die eine Schule leitete, kehrten 1867 nach England zurück, nachdem ihr Vater gestorben war. Sie stand ihrer Mutter sehr nahe, die ihre Ausbildung übernahm. Während sie zusammen in Salcombe in Devon lebten, widmeten sie den ganzen Tag Hausarbeiten, dem Servieren von Tee für Besucher und guten Werken in der Gemeinde. An Sonntagen leitete Soulsby die Sonntagsschule, und Mutter und Tochter schrieben Artikel für Zeitschriften. Soulsbybeschrieb ihren Alltag für eine Zeitschrift, die daran interessiert war, aber ihre Mutter erlaubte nicht, dass es veröffentlicht wurde. 1876 bestand Soulsby die externen Prüfungen (für Frauen) der Universität Cambridge.
Als ihre Mutter 1904 starb, veröffentlichte Soulsby im selben Jahr einen Auszug aus ihren Papieren unter dem Titel Home is Best. Diese Sammlung enthielt die täglichen Briefe, die sich Mutter und Tochter schickten, wenn sie nicht zusammenlebten.
1885 interessierte sich Dorothea Beale für Soulsbys Karriere, und Soulsby begann am Cheltenham Ladies' College von Beale zu arbeiten, was sie als ausgezeichnete Ausbildung für ihre weitere Laufbahn anerkannte. 1887 wurde sie Schulleiterin der Oxford High School for Girls und übernahm die Position von Matilda Ellen Bishop. In ihrem ersten Jahr stellte sie Charles Lutwidge Dodgson (Lewis Carroll) als Mathematiklehrer ein. Er erwies sich als anspruchsvoller Lehrer, spendete aber später mehrere Erstausgaben von Alice's Adventures in Wonderland. Soulsby führte Chemie als Fach ein, warnte jedoch davor, dass es die Handarbeit nicht in den Schatten stellen sollte.
Soulsby war eine Freundin von Elizabeth Wordsworth und saß im Beirat von Wordsworths Lady Margaret Hall, aber sie kam zu der Überzeugung, dass Frauen nicht nach akademischen Fächern streben sollten, und war eine einsame Stimme, die sich gegen die Idee aussprach, dass Frauen in Oxford Abschlüsse erhalten sollten. Alle anderen Schulleiterinnen der Girls' Public Day School Company unterstützten im Gegenteil die Idee.
Von 1897 bis 1915 leitete sie eine kleine Schule für bis zu 40 Mädchen im Manor House, Brondesbury. Sie unterstützte die Women's National Anti-Suffrage League und glaubte, dass Frauen nicht das Wahlrecht haben sollten. Sie schätzte jede Schülerin und bildete jede so aus, dass sie eine ebenso gute Ehefrau und Mutter werden konnte wie ihre eigene Mutter. Als sie 1915 in den Ruhestand ging, waren diese Ambitionen für die Schülerinnen aber nicht mehr inspirierend.  Soulsby behauptete, dass sie, wenn sie Rat brauchte, sich immer an Männer wenden würde. Ihre überarbeitete Version von Principles of Education von 1914 betonte Bibellesen, Gebet und Selbstdisziplin.
Soulsby starb 1927 unverheiratet in Reading.